# Fabrizio Pirovano
Fabrizio Pirovano (* 1. Februar 1960 in Biassono; † 12. Juni 2016) war ein italienischer Motorradrennfahrer.

## Karriere

### Anfangsjahre
Fabrizio Pirovano begann seine Rennkarriere im Alter von 13 Jahren.

### Superbike-Weltmeisterschaft
Pirovano war einer der Fahrer, die 1988 an der ersten Saison der neu geschaffenen Superbike-Weltmeisterschaft teilnahmen. Gleich im ersten Jahr wurde er mit einem Sieg und zwei zweiten Plätzen hinter Fred Merkel Vizeweltmeister auf Yamaha. Diesen Erfolg konnte er 1990, mit fünf Siegen und fünf weiteren Podestplätzen, wiederholen.

### Supersport-Weltmeisterschaft
1996 wechselte er in die Supersport-Klasse. In diesem Jahr noch als offene Meisterschaft ausgetragen, wurde er am Ende der Saison Meister. 1998, mittlerweile hatte die Serie den offiziellen Status einer Weltmeisterschaft, wurde er mit fünf Siegen und zwei weiteren Podestplätzen, Supersport-Weltmeister auf Suzuki.

## Statistik

### Erfolge
- 1996 – Sieger der Offenen Supersport-Meisterschaft auf Ducati
- 1998 – Supersport-Weltmeister auf Suzuki

### In der Superbike-Weltmeisterschaft
| Saison | Team                                            | Motorrad         | Rennen | Siege | Zweiter | Dritter | Poles | Schn. Rennrunden | Punkte | Ergebnis |
| ------ | ----------------------------------------------- | ---------------- | ------ | ----- | ------- | ------- | ----- | ---------------- | ------ | -------- |
| 1988   | Moto Club Carate Brianza / Pirovano Racing Team | Yamaha FZR 750 R | 17     | 1     | 2       | –       | –     | 1                | 93,5   | 2.       |
| 1989   | Belgarda Yamaha / Pirovano Racing Team          | Yamaha FZR 750 R | 20     | 1     | 3       | 3       | –     | 1                | 208    | 4.       |
| 1990   | Pirovano Racing Team                            | Yamaha FZR 750 R | 26     | 5     | 2       | 3       | –     | 3                | 325    | 2.       |
| 1991   | BYRD/Pirovano Racing                            | Yamaha FZR 750 R | 22     | –     | 1       | 3       | –     | –                | 195    | 5.       |
| 1992   | Diemme Racing Team                              | Yamaha FZR 750 R | 26     | 2     | 2       | 5       | –     | 5                | 278    | 5.       |
| 1993   | Team Yamaha BYRD                                | Yamaha FZR 750 R | 26     | 1     | 1       | 8       | –     | 1                | 290    | 4.       |
| 1994   | Team Ducati Tardozzi                            | Ducati 916       | 22     | –     | 2       | 1       | –     | 2                | 111    | 9.       |
| 1995   | Team Taurus                                     | Ducati 916       | 24     | –     | 1       | –       | –     | –                | 178    | 7.       |
| Gesamt | Gesamt                                          | Gesamt           | 183    | 10    | 14      | 23      | 0     | 13               | 1678,5 |          |

### In der Supersport-Weltmeisterschaft
| Saison | Motorrad | Rennen | Siege | Zweiter | Dritter | Poles | Schn. Rennrunden | Punkte | Ergebnis    |
| ------ | -------- | ------ | ----- | ------- | ------- | ----- | ---------------- | ------ | ----------- |
| 1997   | Ducati   | 11     | 1     | 1       | 1       | –     | –                | 87     | 8.          |
| 1998   | Suzuki   | 10     | 5     | 1       | 1       | 1     | 3                | 171    | Weltmeister |
| 1999   | Suzuki   | 10     | –     | 1       | –       | –     | –                | 84     | 7.          |
| 2000   | Suzuki   | 10     | –     | –       | –       | –     | –                | 61     | 9.          |
| 2001   | Suzuki   | 11     | –     | –       | –       | –     | –                | 67     | 10.         |
| Gesamt | Gesamt   | 52     | 6     | 3       | 2       | 1     | 3                | 470    | 1 WM-Titel  |